# Zhang Xueliang
Dans ce nom chinois, le nom de famille, Zhang, précède le nom personnel.
Pour les articles homonymes, voir Zhang.
Zhang Xueliang, aussi orthographié Tchang Hiue-leang ou Chang Hsüeh-liang (chinois simplifié : 张学良 ; chinois traditionnel : 張學良 ; pinyin : Zhāng Xuéliáng ; API : /ʈʂáŋ ɕɥěljǎŋ/), né le 3 juin 1901 et mort le 15 octobre 2001, est un militaire et seigneur de la guerre chinois. Il devient de facto l'un des dirigeants de la Mandchourie et d’une partie de la Chine du nord-est après avoir pris la succession de son père Zhang Zuolin (assassiné le 4 juin 1928 par les Japonais) à la tête de la « clique du Fengtian ». Organisateur de l’incident de Xi'an, il est ensuite retenu prisonnier par Tchang Kaï-chek durant plus de la moitié de sa vie (1937-1990). Il est considéré en république populaire de Chine comme un héros national. Il est surnommé le « Jeune maréchal » (少帥).

## Biographie
Fils de Zhang Zuolin, Zhang Xueliang bénéficie, grâce au statut de son père comme maître de facto de la Mandchourie, d'une vraie éducation, assurée par des précepteurs. Il suit ensuite une formation militaire dans le Fengtian et devient en 1919 chef de la garde personnelle de son père. 

En 1921, il suit un séjour de formation dans l'empire du Japon, où il s'intéresse tout particulièrement à l'aviation. À son retour, il s'occupe de créer et d'animer une force aérienne pour l'armée de son père. Le 4 juin 1928, alors qu'il fuit Pékin dont s'approchent les troupes du Kuomintang, Zhang Zuolin est tué dans un attentat organisé par ses alliés japonais. Zhang Xueliang lui succède à la tête de sa faction armée, gagnant le surnom de « jeune maréchal ». Le 29 décembre 1928, il annonce son ralliement au gouvernement de Tchang Kaï-chek, tout en continuant à commander ses troupes de manière semi-indépendantes. L'Empire du Japon s'attend à ce que Zhang Xueliang, grand consommateur d'opium, soit un allié plus maniable que son père. Mais le jeune Zhang surmonte sa dépendance et s'avère être un meneur politique et militaire d'envergure.
La maison que son père et lui ont occupée avec leurs épouses est un site touristique de la ville de Shenyang.  
Le site est vaste et comprend 3 maisons : la demeure traditionnelle ancienne de type impérial avec ses palais en enfilade et leurs cours intérieures, et une maison de type manoir néo roman du début 20e,enfin une maison à sa troisième et dernière épouse, qui l'a accompagné dans sa détention à Taiwan et jusqu'à sa fin de vie à Hawai.
À l'époque des seigneurs de la guerre, la Mandchourie a été administrée par Zuolin et Xueliang depuis cette maison : bureaux, cabinets,salles de réception, chambres (y compris chambres de leurs nombreuses épouses : Zuolin  a eu cinq épouses et Xueliang trois).

## Luttes contre les Japonais et les communistes
Afin de se débarrasser de l’influence japonaise, Zhang Xueliang fait exécuter deux éminents officiels pro-japonais au cours d’un dîner en présence de nombreux hôtes, en janvier 1929. Zhang essaie aussi de lutter contre l’influence de l’Union soviétique voisine de la Mandchourie, notamment en tentant en 1929 de mettre la main sur l'ensemble du réseau du chemin de fer de l’Est chinois, déclenchant ainsi le conflit sino-soviétique. L'intervention de l'Armée rouge met fin aux ambitions de Zhang. À la même époque, il développe des relations plus proches avec les États-Unis.
En 1930, quand Li Zongren, Feng Yuxiang et Yan Xishan cherchent à renverser le gouvernement de Tchang Kaï-chek dans la guerre des plaines centrales, Zhang apporte son soutien au gouvernement de Nankin, avec en contrepartie l’octroi du contrôle des chemins de fer de la province du Hebei et les revenus des douanes du port de Tianjin. Le 20 septembre, ses troupes pénètrent dans le Hebei et écrasent celles de Feng Yuxiang, contribuant à la victoire de Tchang Kai-chek. Zhang Xueliang apparaît comme l'un des chefs militaires les plus influents de la république de Chine.
Après l’incident de Mukden et l’invasion par les japonais du territoire de Zhang en Mandchourie en 1931, les armées de Zhang se retirent sans chercher la confrontation. Apparemment, Zhang est conscient de la faiblesse de ses forces face à celles des Japonais et souhaite préserver son armée pour le moment. Zhang voyage en Europe, puis revient en Chine pour participer à la guerre contre les communistes et prendre le commandement des campagnes contre le Parti communiste chinois dans le Hebei, le Henan et l’Anhui, puis dans le nord-est.

## L'«incident de Xi'an»
Tchang Kaï-chek privilégie alors la lutte contre les communistes, plutôt que celle contre l'expansionnisme du Japon. Sa stratégie vise à éliminer d'abord les communistes avant de retourner ses efforts contre les Japonais. Zhang Xueliang est cependant en désaccord avec ces priorités et, le 6 avril 1936, rencontre Zhou Enlai pour définir une action commune avec les communistes. Le 12 décembre, avec l'aide d'un autre général, Yang Hucheng, il séquestre Tchang Kaï-chek et l'oblige à négocier avec les communistes. Du côté du Parti communiste chinois, la faction de Zhou Enlai, favorable à la négociation et soutenue en ce sens par le Komintern, l'emporte. Le 24 décembre, un accord est conclu et met sur pied le deuxième front uni contre les Japonais.

## Un demi-siècle de détention
Tchang Kaï-chek, à peine libéré, fait procéder à l’arrestation de Zhang Xueliang qui l'accompagne à Nankin. En 1949, Zhang est amené lors de la retraite du gouvernement nationaliste sur l'île de Taïwan. Il est maintenu aux arrêts domiciliaires, dans le district de Hsinchu. Vivant dans un certain confort, il occupe son temps grâce à l’étude de la poésie de la dynastie Ming et de la Bible, et à la constitution d'une collection d'art. Lui et son épouse se convertissent au baptisme. Tchang Kaï-chek lui rend occasionnellement visite et assiste avec lui à des services religieux. C'est seulement en 1990, après la mort du fils de Tchang, Tchang Ching-kuo, qu’il regagne sa liberté. Son lieu de résidence surveillée est depuis devenu un site touristique.

## Fin de vie
Après sa libération, il s’établit à Honolulu, Hawaï. Le gouvernement de la république populaire de Chine l'invite à venir en Chine continentale, mais il refuse, se voulant indépendant des communistes comme du Kuomintang. Il meurt de pneumonie à l’âge de 100 ans et est enterré à Hawaï sans avoir revu la Chine.